# Brachyderes lusitanicus
Brachyderes lusitanicus är en skalbaggsart som först beskrevs av Fabricius 1781.  Brachyderes lusitanicus ingår i släktet Brachyderes, och familjen vivlar. Arten har ej påträffats i Sverige.